# Roberto Marchesini
Roberto Marchesini (Bologna, 16 aprile 1959) è un filosofo, etologo e saggista italiano.
Cardine della sua proposta filosofica – riconducibile, seppur con caratteristiche proprie, alla più ampia corrente del Post-human – è lo smascheramento di quell'errore prospettico che pone l'uomo al centro e a misura dei suoi predicati.

## Formazione
Da sempre affascinato dalla natura e, in particolare, dal regno animale, consegue la laurea in Medicina Veterinaria presso l'Università di Bologna nei primi anni ottanta.

## Ricerche di entomologia ed etologia cognitiva
Parallelamente agli anni di formazione universitaria, spinto da un forte interesse verso il comportamento animale, stringe una feconda collaborazione e amicizia con l'etologo Giorgio Celli, con il quale inizia a indagare le interazioni sociali degli imenotteri. Per cinque anni conduce ricerche “sul campo” e, con l'ausilio della macrofotografia, è in grado di immortalare quegli attimi di vita animale altrimenti invisibili all'occhio nudo: rituali di corteggiamento, di accoppiamento e di trofallassi tra gli insetti che diventeranno il viatico per tutta la sua ricerca futura.
Nei suoi studi di entomologia approfondisce l'analisi dei sistemi feromonali che saranno tema di alcune pubblicazioni e della successiva ricerca sul comportamento e sul benessere animale. Nella seconda metà degli anni ottanta, sotto la guida del professor Franco Pezza, dell'Università degli Studi di Milano, studia i metodi di allevamento, i parametri di benessere nelle aziende zootecniche, i fattori di incidenza del rischio in zootecnia, le modalità di individuazione dei sinistri, pubblicando alcuni lavori sulla medicina veterinaria delle assicurazioni.
Inizia così la sua collaborazione con diversi atenei sui temi del comportamento animale, tenendo corsi e master di etologia applicata e medicina comportamentale. Alla metà degli anni novanta entra nel Consiglio Direttivo della Società di Scienze Comportamentali Applicate (SISCA) di cui diverrà Presidente focalizzando la propria attenzione sul comportamento degli animali domestici, sugli stili di relazione interspecifica, sui problemi e sulle patologie comportamentali. Osservando sul campo le espressioni comportamentali e i processi di apprendimento degli animali, inizia a considerare anacronistici e contraddittori i modelli esplicativi tradizionali.
In sintesi, quello che Marchesini propone nel panorama delle scienze cognitive è un superamento dei tre modelli interpretativi al comportamento animale – quello behaviorista, quello etologico classico e quello antropomorfico – in virtù di un modello mentalistico unitario (un'unità necessaria che la mente, come fenomeno unico, richiede), che valga sia per i processi consapevoli che inconsapevoli e che descriva espressione e apprendimento in termini elaborativi dell'informazione, sistemici o composizionali delle componenti, solutivi e non reattivi, evolutivi e relazionali nella realizzazione ontogenetica. Questo porterà alla pubblicazione di tre testi dal forte impatto innovativo: Intelligenze plurime (2008) e Modelli cognitivi e comportamento animale (2012) ed Etologia cognitiva. Alla ricerca della mente animale (2018)
Gli assunti di base della proposta di Marchesini sono i seguenti:
1. il soggetto è immerso in un campo di possibilità filogenetiche che definiscono il tipo di intelligenza propensionale o specie-specifica - da cui l'idea di pluralità cognitiva dove le diverse intelligenze sono comparabili ma non commensurabili;
2. il processo ontogenetico di costruzione dell'identità si realizza grazie alle dotazioni innate, che ricche di virtualità evolutive, possono essere organizzate in una molteplicità di modi - da cui l'idea di rapporto dimensionale o direttamente proporzionale di innato e appreso;
3. l'espressione del soggetto è sempre proattiva, mossa cioè da un obiettivo, e quindi frutto di una condizione problematica che il soggetto cerca di risolvere attraverso ricette solutive fino al raggiungimento dell'obiettivo - da cui il superamento del concetto di rinforzo. Vi è quindi una ridefinizione della soggettività animale, come possesso del suo qui e ora, e come capacità di mettere in dialogo tutte quelle istanze (ontogenetiche e filogenetiche) che gli appartengono nella sua relazione con il mondo.

## Bioetica e diritti animali
Alla fine degli anni ottanta si iscrive alla facoltà di Lettere e Filosofia dell'Università di Bologna, con l'intento di sondare il rapporto uomo-natura da una prospettiva pedagogico-filosofica.
Per Marchesini la svalutazione operata dalla società contemporanea parte dalla perdita di quel rapporto di convivenza e di ospitalità che viceversa ancora caratterizzava la cultura rurale. Nasce così il Concetto di soglia (1996) che esprime il bisogno di uscire dalla dicotomia novecentesca dell'antropomorfismo e della reificazione dell'eterospecifico. Temi già affrontati in due saggi precedenti, Animali di città (1997), critico verso l'antropomorfizzazione degli animali da compagnia, Oltre il Muro (1993), critico verso la reificazione dei cosiddetti animali da utilità. Sono gli anni in cui riflette sul pensiero animalista e sulla bioetica animale fondando, insieme a colei che diventerà la sua storica collaboratrice, Sabrina Golfetto, la casa editrice Apeiron con lo scopo di creare un luogo dove ospitare riflessioni e dibattiti su tali tematiche. Sono gli anni in cui abbraccia, senza più abbandonarlo, il vegetarianesimo e dà vita assieme a Luisella Battaglia e a Margherita Hack a un'intensa attività convegnistica che confluirà nella collana Quaderni di bioetica di cui sarà direttore. Nel 2014 sostituisce Leonardo Caffo, che ne era stato fondatore e primo direttore, nella direzione di Animal Studies: Rivista Italiana di Antispecismo.
Nel maggio 2014 esce per le Edizioni Sonda Contro i diritti degli animali? Proposta per un antispecismo postumanista. Il saggio affronta il tema dello specismo passando in rassegna le incongruenze e le incoerenze nascoste nelle maglie di un dibattito filosofico e culturale che pretende di sospendere l'antropocentrismo, rimanendo all'interno di una cornice umanistica. Il testo vede i commenti finali di Stefano Rodotà, Boria Sax, Luigi Lombardi Vallauri e Ubaldo Fadini.

## Zooantropologia
Negli anni novanta, porta la neonata zooantropologia in Italia, disciplina all'interno della quale compie una sistematizzazione sia a livello teorico, accanto alle antropologhe Eleonora Fiorani e Sabrina Tonutti, sia a livello applicativo con la delineazione di protocolli operativi nelle aree educative e assistenziali.
Per ciò che concerne la zooantropologia teorica, l'ipotesi di fondo proposta da Marchesini, e riconducibile alla sua teoria della zootropia, è che gli animali nel corso della storia non abbiano funto solo da produttori di prestazioni o di collezioni di modelli da imitare ma altresì da alterità referenziale nei processi antropopoietici. Marchesini sviluppa il concetto di "referenza animale", inteso come contributo di cambiamento offerto all'uomo dalla relazione con l'eterospecifico.
Per ciò che concerne la zooantropologia applicata, opera una trasformazione in alcuni settori delle attività di relazione con gli animali, dalla pet therapy alla pedagogia cinofila, impostando i "protocolli dimensionali", vale a dire individuando nel rapporto delle dimensioni di relazione, ciascuna dotata di specificità sia di ordine relazionale che referenziale. In pet therapy lavorare secondo l'approccio dimensionale significa evitare l'incontro generico tra un paziente e un animale ma individuare le dimensioni di relazione che sono utili al fruitore secondo i suoi bisogni specifici e renderle operative attraverso attività specifiche.
Allo scopo di formare nuovi operatori in grado di lavorare secondo i protocolli dimensionali nel 1997 fonda, sempre assieme a Sabrina Golfetto, SIUA (Scuola di Interazione Uomo-Animale) con sede a Bologna.
Nel 2002 si fa co-promotore di Carta Modena (Carta dei Valori e dei Principi della Pet-Relationship) che riceve il patrocinio del Ministero della Salute. Il documento mira a tutelare, all'interno del panorama della attività assistite dagli animali (A.A.A.) sia il fruitore, il benessere dell'animale coinvolto e il principio relazionale che dal binomio scaturisce.

## Intelligenze artificiali
Roberto Marchesini si inserisce inoltre all’interno di un ampio dibattito, cominciato nel secolo scorso, riguardante le intelligenze artificiali, dedicandogli ampio spazio all’interno delle sue opere. Tema fondamentale di questa discussione, ancora oggi in corso e sempre più importante, è la creazione di intelligenze artificiali sempre migliori, al punto di arrivare a competere con quelle biologiche e il modello da utilizzare per elaborarle. Il primo approccio in questo senso è rappresentato dal paradigma istruzionista. 
Nonostante l’eccitazione che pervadeva i promotori dell’approccio istruzionista, che ritenevano di raggiungere, nel giro di pochi decenni, prestazioni molto vicine a quelle umane, i computer odierni, sicuramente
molto produttivi sotto altri aspetti, non sono assolutamente comparabili o avvicinabili alle prestazioni cognitive presenti nell’ambiente biologico.
Uno dei motivi, ipotizzato da alcuni studiosi, alla base di questo enorme baratro performativo sta nella quantità di memoria: il cervello umano ha infatti una memoria di circa dieci milioni di gigabyte e una capacità di calcolo di circa centomila miliardi di operazioni al secondo, potenza di fronte alla quale persino i più avanzati dei computer non possono nulla. Per far meglio comprendere questa abissale differenza di capacità cognitive tra organismi viventi e computer basti pensare che, secondo alcune stime, all’inizio degli anni novanta i robot cibernetici hanno raggiunto la potenza di calcolo degli insetti e hanno cominciato a comportarsi in questo senso. Le previsioni ritengono che la potenza dei computer andrà raddoppiandosi ogni anno, fino ad attestarsi, non prima del 2040, alle capacità umane per poi surclassarle definitivamente nella seconda metà del XXI secolo. Alcuni studiosi sono del parere che, entro breve tempo, l’uomo dovrà rinunciare al primato di essere più intelligente sulla Terra.
Tuttavia, Marchesini non sembra essere dello stesso avviso. Infatti, il problema risiederebbe nell’approccio istruzionista tipico delle intelligenze artificiali, secondo il quale si pretende di codificare dall’alto la cascata dei procedimenti algoritmici (modello top-down), ovvero l’intera pletora di capacità intellettive, simulando la programmazione della filogenesi. Il difetto fatale dell’istruzionismo sta proprio nel voler replicare la decantazione e la sedimentazione di un processo evolutivo durato a lungo e costellato di numerosi e successivi interventi selettivi, attraverso un’attribuzione dall’alto per operare mediante specifiche funzioni. Ancora una volta, Marchesini identifica l’approccio antropocentrico, da cui deriva quello all’IA, come vero fondamento del problema per due motivi essenziali:
a) ha la presunzione di fare a meno del contributo cognitivo che l’uomo condivide con le altre specie, poiché si rifà alle presunte facoltà nobili della mente
b) ignorando completamente la ricorsività selezione-istruzione, preferisce il modello di trasferimento diretto dell’istruzione.
Problemi che conseguono da un basilare errore di calcolo: “Le nostre strutture neurali non hanno l’età della nostra specie, giacché nella vita di tutti i giorni noi utilizziamo le conquiste neurali che si sono andare confezionando già nel Paleozoico”. In altre parole, l’approccio istruzionista ha la pretesa di costruire un edificio senza fondamenta, il cui punto critico è proprio l’incapacità del programma istruito sincronicamente di essere inserito in un contesto.
Rilevata questa criticità si è cercato allora di utilizzare un approccio inverso, ovvero quello bottom-up, che consiste nell’utilizzare la capacità di apprendere di un sistema, una performatività non implementata in blocco, rigidamente, ma lasciata emergere dall’accoppiamento i sistemi retroattivi, ossia la capacità di un sistema di tenere conto dei risultati per modificare le caratteristiche del sistema stesso, e operando collegamenti tra stimolo e risposta. Questo modello si basa sull’immaginare la memoria non come contenuto dei neuroni ma come configurazione di una rete neurale nel quale l’informazione viene elaborata per mezzo delle interazioni tra un ampio numero di unità elementari di elaborazione ognuna delle quali tramette segnali di tipo eccitatorio o inibitorio ad altre unità.
Nella seconda metà degli anni cinquanta del Novecento vengono realizzate particolari reti dotate della capacità di imparare, detti percettroni. Le reti neurali prendono ispirazione a piene mani, almeno configurativamente, dalla struttura a rete delle associazioni neuronali, collegate attraverso congiunzioni note come sinapsi. Come sottolinea Marchesini “ogni neurone artificiale pesa i segnali che gli provengono dai neuroni vicini, ovvero fa letteralmente la somma delle eccitazioni e delle inibizioni che gli arrivano dalle unità a cui è collegato; questo fa sì che, individuata una soglia di attivazione, il neurone artificiale si può trovare in due stati: eccitato o spento”.
Appare chiaro che, in netta contrapposizione al modello istruzionista, che fa derivare da regole generali quelle più particolari, il sistema bottom-up neurale parte dal basso, ossia dalle funzioni elementari, per poi riuscire a
elaborare comportamenti sempre più complessi e strutturati. Una rete neurale ha il vantaggio di poter essere programmata per avere una performatività plastica, ossia poter essere modificare le proprie prestazioni mediante due opzioni:
a) l’intelligenza evolutiva
b) l’apprendimento.
I ricercatori, al fine di realizzare una intelligenza artificiale di tipo evolutivo, come quella umana. hanno tentato di immergerla in un processo parimenti filogenetico, uno tra tanti è l’algoritmo genetico. Essi sono software in realtà molto semplici, ma con la peculiarità di potersi riprodurre non in maniera perfetta ma con piccole mutazioni causali nella sequenza del bit di programmazione, ovvero la striscia di 1 e di 0 che rappresenta il DNA di queste
intelligenze. Avere accesso alla sequenza di bit equivale a poter modificare l’importanza delle connessioni e a trasformare di conseguenza il comportamento dell’entità virtuale che è controllata dalla rete stessa.
Riuscendo a simulare la durata limitata, un determinato tasso riproduttivo e a porli in un preciso ecosistema, che quindi selezione determinate capacità, questi soggetti neurali si ritroveranno in un contesto evolutivo e la tecnologia diventa darwiniana, poiché assume il meccanismo di mutazione-selezione come metro di scelta e di innovazione delle funzioni. In altre parole, al sistema si applica quella possibilità di mutazione propria del contesto biologico dove, talvolta, la mutazione può risultare positiva, in virtù della possibilità di risolvere un bisogno che non è ancor emerso e che, nel caso delle reti neurali, sfugge al programmatore stesso. È inoltre possibile 
realizzare specifici algoritmi di apprendimento basati sul principio comportamentista del rinforzo grazie ai quali è possibile realizzare un sistema percettivo che non valuti soltanto il mondo esterno, ma anche il proprio 
comportamento. Unendo quindi il sistema dell’algoritmo genetico ai sistemi di apprendimento individuale è possibile creare una sinergia che rende le reti neurali in grado di evolvere a una velocità sempre maggiore, con conseguente più alta predisposizione all’apprendimento, individuale e mimetico.
La specie umana si trova dunque alla soglia dello sviluppo di una nuova tradizione culturale, basata sul rapporto tra intelligenze biologiche ormai già definite e intelligenze artificiali informatiche in continuo e inesorabile sviluppo. Negli ultimi anni le ricerche sulle reti neurali sono state estremamente produttive a tal punto che alcuni ricercatori sostengono che sarà possibile elaborare intelligenze artificiali di molti ordini superiori a
quelle umane in virtù del fatto che esse non hanno vincoli organici che ne limitino la dimensionalità e la durata. Se oggi la potenza di calcolo di queste IA arriva soltanto al livello degli invertebrati molto presto potremmo doverci confrontare con un'encefalizzazione tale da poter in breve superare quella dei cordati fino a tagliare il traguardo dell’uomo.
Riassumendo con le parole di Marchesini “la ricerca sull’intelligenza artificiale prosegue dunque per molte vie e grazie allo sviluppo di innumerevoli filoni di studio riguardanti tecnologie avanzate capaci di migliorare le differenti performatività elaborative, mnemoniche e comunicative delle diverse architetture”. A questo punto è pressoché scontato che, con tutte le loro differenze rispetto a quelle biologiche, le
intelligenze artificiali raggiungeranno delle capacità e competenza di altissimo profilo.
Questa velocità nella crescita è agevolata molto dai numerosi campi di ricerca collaterali e tutto ciò fa supporre che nel corso di questo secolo compariranno sulla scena i primi progetti di ibridazione tra le differenti acquisizioni tecnologiche con esisti assai difficili da prevedere. D’altronde guardando indietro alla storia dello sviluppo della tecnologia possiamo constatare come la congiunzione di due o più applicazioni sia stata
imprevedibile essa stessa e abbia generato conclusioni altrettanto imprevedibili e anche quei campi di ricerca che poi effettivamente non vanno ad inficiare lo studio delle reti neurali ci aiutano a comprendere in maniera sempre più profonda la natura e le caratteristiche delle capacità cognitive o a conoscere meglio e a superare alcuni vincoli dell’informatica basata sull’architettura.

## Etologia filosofica
Nel 2016 Roberto Marchesini pubblica Etologia filosofica. Alla ricerca della soggettività animale con il quale inaugura la riflessione ontologica sul carattere di soggettività animale, vale a dire su che cosa differenzia un oggetto da un essere vivente. Nel testo Marchesini rilegge l'ontologia animale in termini di "desiderio". Essere animale significa prima di tutto "essere desiderante", una condizione di non-equilibrio che rende gli animali protagonisti de loro divenire nonché capaci di definire il corso della filogenesi di specie.
L'etologia filosofica diviene ben presto un campo di ricerca entro il quale Roberto Marchesini e altri autori (in modo particolare la filosofa belga Vinciane Despret e l'etologo francese Dominique Lestel) dialogano allo scopo di ridefinire i contorni di ciò che intendiamo con essere animale.

## Post-human
Sempre negli anni novanta, inizia la ricerca filosofica di Marchesini che va a innestarsi nella costellazione di studi definita come post-human.
È di questo periodo la collaborazione con studiosi come Antonio Caronia e Roberto Terrosi nella direzione di una ridefinizione dell'umano quale entità ibrida, puntualizzato nel dettato di Marchesini che vede l'uomo non più misura del mondo ma nemmeno misura di se stesso. In tale corrente filosofica ci sono per Marchesini le giuste premesse per poter articolare la propria riflessione in quanto il concetto di alterità nel progetto post-human assume un significato molto più vasto, abbracciando di fatto le entità non umane animali e macchiniche.
Collabora con la rivista Virus diretta da Francesca Alfano Miglietti, inaugurando una nuova estetica basata sull'ibrido come manifestazione contemporanea del sublime. In tale luce il Manifesto del Teriomorfismo postulato da Marchesini rappresenta il documento attraverso il quale gli artisti rifiutano il dettato antropocentrico e riconoscono la natura ibrida di ogni processo creativo.
All'interno di tale campo d'indagine Marchesini sancisce il sodalizio con l'artista tedesca Karin Andersen che porterà alla pubblicazione di Animal Appeal (2003) e a una feconda collaborazione che travalica i campi disciplinari e rivela ancora una volta i debiti che la cultura, in questo caso l'arte, ha contratto con le alterità.
Nel 1998 conosce Alfredo Salsano, storico, sociologo ed editor della casa editrice Bollati Boringhieri, che affascinato dal lavoro di Marchesini decide di pubblicare un primo saggio sul rapporto tra bios e techne dal titolo La fabbrica delle chimere (1999), testo che si pone a cavallo tra le precedenti esperienze in zooantropologia e bioetica e la nuova riflessione postumanistica.
Nel 2002 esce Post-human. Verso nuovi modelli di esistenza, testo corposo, concettualmente denso e dalla molteplicità di riferimenti, che ha suscitato un grande dibattito nel mondo accademico portando il suo autore a divenire punto di riferimento per ogni ricognizione che vada ad indagare i rapporti che intercorrono tra vivente (sia esso umano o animale) e tecnica. Sempre nel medesimo anno fonda Il Centro Studi Filosofia Postumanista allo scopo di promuovere e sviluppare in Italia le tematiche legate al post-human da diverse prospettive, arte, letteratura, cinema, new media, formazione.
Innumerevoli saranno poi le pubblicazioni sul pensiero postumanista, che vedranno nel 2009 la pubblicazione del saggio Il tramonto dell'uomo. Inoltre, traduce, cura e scrive la postfazione dell'edizione italiana del testo The Companion Species Manifesto (2003) della filosofa americana Donna Haraway.
Il 30 luglio 2014 esce per Mimesis Epifania animale. L'oltreuomo come rivelazione nel quale Marchesini evidenzia come la cultura non vada pensata in modo antropocentrico come l'esito autarchico di un processo creativo interamente svolto dall'uomo, pur avvalendosi di materiale zoomorfo, ma come una rivelazione - epifania - ispirata dal non umano.
Nel 2017 Roberto Marchesini torna in libreria con un volume interamente dedicato al rapporto tra bios e tecnica, Tecnosfera. Proiezioni per un futuro postumano (Castelvecchi). Il libro rilegge il connubio tra essere umano e tecnologia come una partnership emersa dal corredo filogenetico della specie Sapiens, mettendo in luce le potenzialità ibridatrici e plasmatrici della tecnologia. Da questa prospettiva, ogni invenzione, ogni scoperta, ha un effetto epifanico; apre, cioè, una nuova dimensione di imprevisto e di opportunità che modifica i confini e la percezione di ciò che definiamo umano.

## Narrativa
Il mondo degli insetti così minuziosamente osservato negli anni ottanta, risulta essere particolarmente evocativo anche da un punto di vista estetico e narrativo tant'è che nel 1988 Marchesini dà alla luce la raccolta di racconti lirici Il dio Pan, frutto in parte anche delle osservazioni compiute tra gli imenotteri.
Nei brevi racconti dedicati al dio agreste della mitologia greca, Marchesini cerca di sfatare il mito di una natura, da un lato meccanicistica (mera esecutrice dei dettami della genetica) e dall'altro lato bucolica e idealizzata che nulla o poco rappresenta ciò che l'autore mira ad affrescare: una natura reale, un mondo del vivente a volte crudele ma in grado di interconnettere profondamente tutti i suoi abitanti: la preda e il predatore, la cavalletta e la mantide.
Il testo, recepito positivamente dall'ambiente culturale bolognese, porta Marchesini a stretto contatto con il poeta Roberto Roversi, altra figura che influenzerà profondamente la sua attività futura portandola a spingersi in plurimi territori e a cavallo di numerosi discipline: dalla narrativa alla poesia, passando per la filosofia.
Nel 1998 pubblica il romanzo Uscendo da Lauril mentre nel 2000 la raccolta di racconti Specchio animale che ospita la postfazione del poeta e scrittore Francesco Leonetti. Con la pubblicazione di Uscendo da Lauril in particolare, Marchesini intraprende l'esperimento di trasferire sul piano narrativo le evocazioni postumanistiche partendo dalla poetica cyber-punk. In entrambi i lavori è possibile ritrovare quegli elementi che contraddistinguono la speculazione filosofica di Marchesini: la dialettica tra identità alterità, il rifiuto di qualsiasi mito della purezza originaria e di ogni forma di antropocentrismo.
Il 14 novembre 2013 esce per la casa editrice Mursia Ricordi di animali, l'autobiografia di Marchesini volta a raccogliere la storia di vita dell'etologo osservata tramite la lente dei numerosi animali che ne hanno scandito le tappe fondamentali.
Nel 2018 è invece la volta de La filosofia del giardiniere, pubblicato dalla Graphe edizioni nella collana Parva. Il libro è composto di due parti, nella prima il lettore è condotto dalle parole a passeggiare nel giardino, novello atelier darwiniano, con stupore e riverenza. Nella seconda sono le immagini di alcuni giardini del mondo a far continuare la riflessioni sulla cura, portate avanti da Marchesini.

## Progetti esteri
Roberto Marchesini tiene regolarmente conferenze in diversi paesi del mondo tra i quali: Stati Uniti, dove dal 2013 tiene annualmente una lecture presso l'Università di Harvard, Brasile, Messico, Cile, India, Australia, Francia, dove nel 2009 è stato ospite della Sorbona, Spagna, Portogallo.
Il 21 aprile 2016 è uscito per la rivista Angelaki: Journal of the Theoretical Humanities il numero "Philosophical Ethology III: Roberto Marchesini" a cura di Jeffrey Bussolini, Brett Buchanan e Matthew Chrulew che raccoglie i passaggi più significativi del lavoro di Marchesini tradotti in inglese.
Nel 2017 esce invece per Springer, Over the human. Post-humanism and the concept of animal epiphany, volume che presenta al pubblico anlglofono la proposta postuamista di Roberto Marchesini e, in modo particolare, il concetto di epifania animale.
I suoi lavori sono stati tradotti in inglese, portoghese, spagnolo e francese e tedesco.

## Collaborazioni editoriali
Roberto Marchesini è autore di oltre quaranta volumi, più di un centinaio di saggi apparsi in opere collettanee e riviste accademiche, scrive inoltre sulle pagine culturali di vari quotidiani nazionali tra cui Il manifesto e La Stampa. Ha avuto infine una lunga collaborazione con Tuttoscienze'.  Da ottobre 2017 cura inoltre la rubrica etologia a cadenza settimanale "Gli animali che dunque siamo" per Il Corriere della Sera. 

## Opere scelte

### Bioetica, diritti animali, pedagogia e scienze cognitive
- R. Marchesini, Oltre al muro, Torino, Franco Muzzio Editore, 1993, ISBN 978-88-7021-778-0.
- R. Marchesini, Natura e pedagogia, Roma, Theoria, 1996.
- R. Marchesini, Il concetto di soglia, Roma, Theoria, 1996.
- R. Marchesini, Io e la natura, Forlì-Cesena, Macro Edizioni, 1998.
- R. Marchesini, La fabbrica delle chimere. Biotecnologie applicate agli animali, Torino, Bollati Boringhieri, 1999, ISBN 978-88-339-1197-7
- R. Marchesini, Bioetica e scienza veterinarie, Edizioni Scientifiche Italiane, 2001, ISBN 978-88-495-0117-9.
- R. Marchesini, "Intelligenza emotiva versus intelligenza cognitiva", In Pluriverso, Firenze, La Nuova Italia, 2001, pp. 22-36.
- R. Marchesini, Bioetica e biotecnologie. Questioni morali nell'era biotech, Bologna, Apeiron, 2002, ISBN 978-88-8372-148-9.
- R. Marchesini, Intelligenze plurime. Manuale di scienze cognitive animali, Bologna, Peridsa, 2008, ISBN 978-88-8372-443-5.
- R. Marchesini, Il galateo per il cane, Milano, Giunti, 2011, ISBN 978-88-412-0363-7.
- R. Marchesini, Modelli cognitivi e comportamento animale. Coordinate di interpretazione e protocolli applicativi, Isernia, Eva, 2011, ISBN 978-88-96028-58-2.
- R. Marchesini, A Cognitive-Relational Approach to Animal Expression: Revisiting Cognitive Paradigms, in Methode. Analytic Perspective, Torino, 2013, ISSN 2281-0498.
- R. Marchesini, Contro i diritti degli animali? Proposta per un antispecismo postumanista, Alessandria, Edizioni Sonda, ISBN 88-7106-735-5.
- R. Marchesini, Vivere con il cane. Come migliorare il rapporto fra cani, adulti e bambini, Firenze, De Vecchi, ISBN 88-412-0859-7.
- R. Marchesini, Il bambino e l'animale. Fondamenti per una pedagogia zooantropologica, Roma, Anicia, 2016, ISBN 978-88-6709-229-1.
- R. Marchesini, Etologia cognitiva. Alla ricerca della mente animale, Bologna, Apeiron, 2018, ISBN 978-8897561804.
- R. Marchesini, M. Celentano] Pluriversi cognitivi. Questioni di filosofia ed etologia, Milano, Mimesis, 2017, ISBN 978-8857549101.
- R. Marchesini, Geometrie esistenziali. Le diverse abilità nel mondo animale, Bologna, Apeiron, 2018, ISBN 9788897561910.

### Zooantropologia
- R. Marchesini (a cura di), Zooantropologia. Animali e umani: analisi di un rapporto, Como, Red, 1999, ISBN 978-88-7031-062-7.
- R. Marchesini, Animali in città. Manuale di zooantropologia urbana, Como, Red, 2000, ISBN 978-88-206-4593-9.
- R. Marchesini, L. Battaglia, M. Kilani, A. Rivera, Homo Sapiens e mucca pazza. Antropologia del rapporto con il mondo animale, Bari, Dedalo, 2000, ISBN 978-88-220-6230-7.
- R. Marchesini, Fondamenti di zooantropologia. Zooantropologia applicata, Bologna, Perdisa, 2006, ISBN 978-88-8372-246-2.
- R. Marchesini e S. Tonutti, Manuale di zooantropologia, Roma, Meltemi, 2007 ISBN 978-88-8353-570-3.
- R. Marchesini e S. Tonutti, Il codice degli animali magici, Firenze, De Vecchi, 2000, ISBN 978-88-412-8407-0.
- R. Marchesini, L'identità del cane. Storia di un dialogo tra specie (ristampa riveduta e aggiornata), Bologna, Apeiron, 2017, ISBN 978-88-97561-72-9.
- R. Marchesini, L'identità del gatto. La forza della convivialità, Bologna, Apeiron, 2017, ISBN 978-88-97561-71-2.
- R. Marchesini, Cane & Gatto. Due stili a confronto, Bologna, Apeiron, 2018, ISBN 978-8897561811.

### Etologia filosofica
- R. Marchesini, Etologia filosofia. Alla ricerca della soggettività animale, Milano, Mimesis, 2015, ISBN 978-8857532332.
- R. Marchesini, Emancipazione dell'animalità, Milano, Mimesis, 2017, ISBN 978-8857541778.

### Posthuman
- R. Marchesini, Posthuman. Verso nuovi modelli di esistenza, Torino, Bollati Boringhieri, 2001, ISBN 978-88-339-1379-7.
- R. Marchesini, Il problema del corpo, tra umanesimo e postumanesimo, in Janus, nº27, 2007, pp. 114-120.
- R. Marchesini, Tecnoscienza e approccio postumanistico, in Millepiani, nº33, 2008, pp- 105, 117.
- R. Marchesini, Il tramonto dell'uomo. La prospettiva postumanista, Bari, Dedalo, 2009, ISBN 978-88-220-5381-7.
- R. Marchesini, Filosofia postumanista e antispecismo, in Liberazioni. Rivista di critica antispecista, 2008.
- L. Caffo, R. Marchesini, Così parlò il postumano, a cura di. E. Adorni, Aprilia, Novalogos, 2014, ISBN 978-88-97339-31-1.
- R. Marchesini, Epifania animale. L'oltreuomo come rivelazione, Milano, Mimesis, 2014, ISBN 88-575-2135-4.
- R. Marchesini, Ibridazioni e processi evolutivi, in Formazione e post-umanesimo. Sentieri pedagogici nell'età della tecnica, Milano, Raffaello Cortina, 2014, pp. 69-87, ISBN 978-88-7043-181-0.
- R. Marchesini, Etologia filosofica. Alla ricerca della soggettività animale, con postfazione di Felice Cimatti, Milano, Mimesis, 2016, ISBN 978-88-575-3233-2.
- R. Marchesini, S. Iovino, E. Adorni, Special Issue of Relations. Beyond Anthropocentism " Past the human: narrative ontologies and ontological stories", Milano, Led, 2016.
- R. Marchesini, Alterità. L'identità come relazione, con prefazione di Ubaldo Fadini, Modena, Mucchi Editore, 2016, ISBN 978-88-7000-727-5.
- R. Marchesini, Tecnosfera. Proiezioni per un futuro postumano, Roma, Castelvecchi, 2017, ISBN 978-8832821680.
- R. Marchesini, Eco-ontologia. L'essere come relazione, Bologna, Apeiron, 2018, ISBN 9788897561873.
- R. Marchesini, Beyond Anthropocentrism. Thoughts for a post-human philosophy, Milan, Mimesis International 2018, ISBN 9788869771545.

### Arte
- R. Marchesini e Karin Andersen, Animal Appeal. Uno studio sul teriomorfismo, Bologna, Hybris, 2003, ISBN 978-88-8372-131-1.
- R. Marchesini, Poetiche postumaniste in Metthew Barney. Polimorfismo, multimodalità, neobarocco, a cura di N. Dusi e C. Saba, Silvana Editore, 2012, pp. 221-227, ISBN 978-88-366-2183-5.
- R. Marchesini, "Ontani. Argonauta dell'ibridazione", in Luigi Ontani incontra Giorgio Morandi. Casamondo, Danilo Montanari Editore, 2015.

### Narrativa
- R. Marchesini, Il Dio Pan. Racconti lirici, Firenze, Firenze Libri, 1988 – ora Graphe.it edizioni, Perugia 2015, ISBN 978-88-97010-75-3.
- R. Marchesini, Uscendo da Lauril, Roma, Theoria, 1998, ISBN 978-88-241-0538-5.
- R. Marchesini, Specchio animale. Racconti di ibridazione, Roma, Castelvecchi, 2000, ISBN 88-8210-183-5.
- R. Marchesini, Ricordi di animali, Milano, Mursia, 2013, ISBN 9788842552741.
- R. Marchesini, Il cane secondo me. Vi racconto quello che ho imparato dai cani, Alessandria, Sonda, 2016, ISBN 978-8871068367.
- R. Marchesini, La filosofia del giardiniere. Riflessioni sulla cura, Perugia, Graphe.it edizioni, 2018, ISBN 978-8893720274.